# Gowala
Gowala (även stavat Goala eller Gwala) en indisk kast med hemvist i nordöstra Indien. De ägnar sig traditionellt år boskapsskötsel. Ett ofta använt efternamn är Ghosh.